# القفل (دوعن)

'

تعديل مصدري - تعديل

القفل هي إحدى قرى عزلة صيف بمديرية دوعن التابعة لمحافظة حضرموت، بلغ تعداد سكانها 159 نسمة حسب تعداد اليمن لعام 2004.